# Beiersdorf bei Coburg

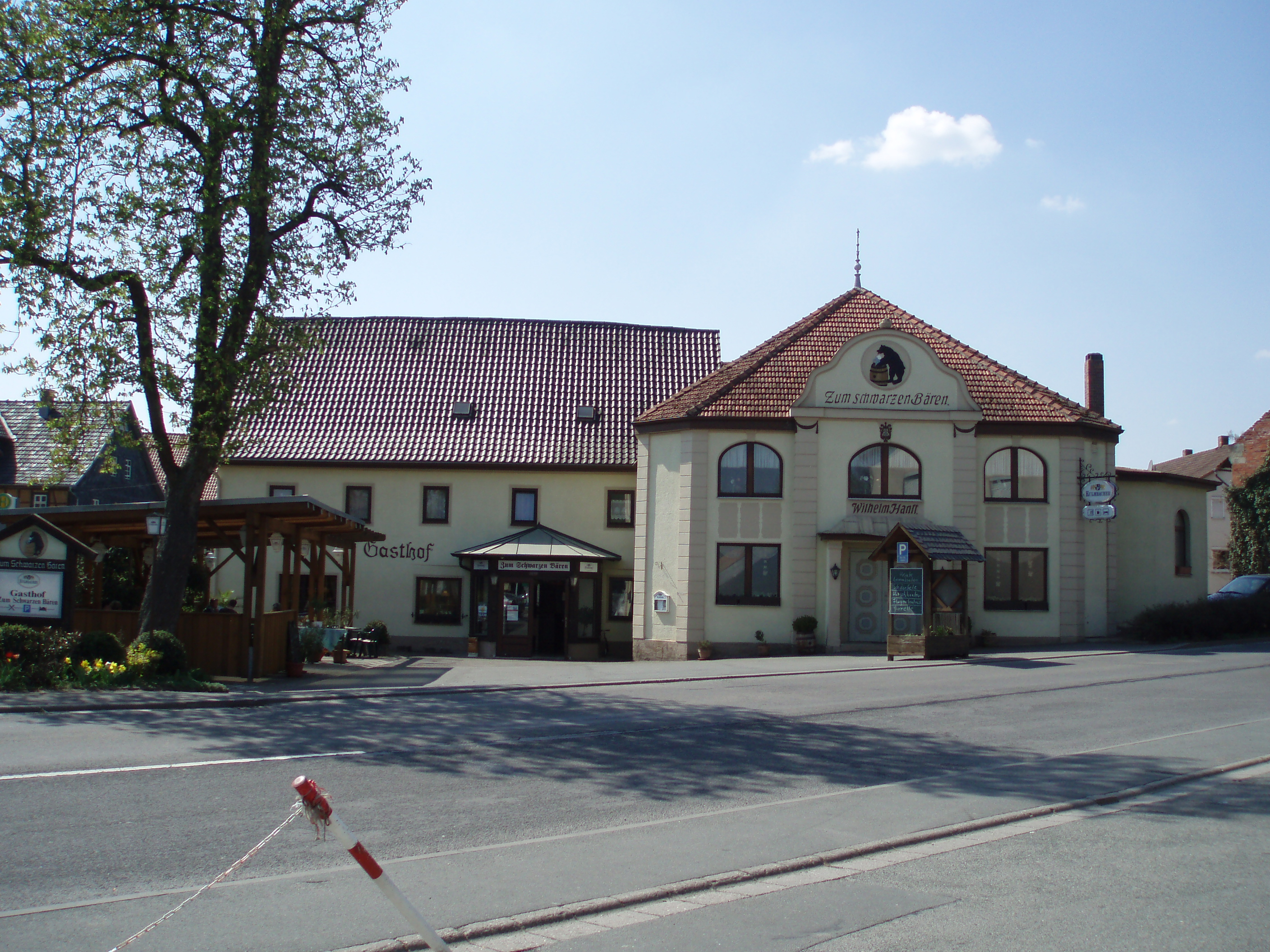
Gasthof zum schwarzen Bären

Beiersdorf ist ein nordwestlicher Stadtteil der oberfränkischen Stadt Coburg, der vor der Eingemeindung im Jahr 1972 Beiersdorf b.Coburg hieß.

## Geografie
Die Ortschaft grenzt an die Coburger Kernstadt, die Coburger Stadtteile Bertelsdorf und Neuses sowie an die Gemeinden Meeder und Weitramsdorf.
Am 30. Juni 2010 zählte Beiersdorf 1476 Einwohner, was eine Bevölkerungsdichte von 202 Einwohnern pro km² ergibt. Die Ortschaft liegt an der Staatsstraße 2205, die von Coburg nach Bad Rodach führt.
In Ortsmitte steht der Gasthof „Zum Schwarzen Bären“. Das Gebäude stammt im Kern aus dem 17. Jahrhundert und hat einen Tanzsaal von 1910. Zwischen 1876 und 1945 war die Brauerei Hanft angegliedert.

## Geschichte
Die erste urkundliche Erwähnung Beierdorfs wird auf das Jahr 1231 mit der Bezeichnung Beersdorf datiert. 1317 wurde erstmals der Namen Beiersdorf erwähnt, der wohl von einem Personennamen Beier stammt.
Ende des 18. Jahrhunderts hatte der Ort 34 Wohnhäuser, die sich entlang der Rodacher Straße erstreckten, und 156 Einwohner. Im Jahr 1910 waren es 336 und 1939 461 Einwohner. Am 1. April 1928 wurde Callenberg eingegliedert. Bei der Eingemeindung nach Coburg am 1. Juli 1972 wohnten 919 Menschen in Beiersdorf, das eine Gemeindefläche von 713 ha umfasste. Die Gemeinde bestand aus den drei Orten Beiersdorf, Callenberg und Kropfweihers. Die Einöde Kropfweihers, im Callenberger Forst gelegen, wurde aufgegeben und 1974 eingeebnet.
Im Jahr 1861 wurde eine Volksschule in der Rodacher Straße eröffnet, die 1938 durch einen Neubau im Akazienweg ersetzt wurde. 1983 wurde die Volksschule geschlossen.
Nach der Eröffnung der Bahnstrecke Coburg–Bad Rodach im Jahr 1892 hatte Beiersdorf einen Haltepunkt, der Ende des 20. Jahrhunderts aufgelassen und am 11. Dezember 2020 wiedereröffnet wurde. Eine Brauerei existierte von 1876 bis 1945. Sie wurde von E. Schuffner gegründet und 1878 von der Familie Hanft, noch heute Eigentümer des Gasthofs Zum schwarzen Bären, übernommen.
1988 wurde in Beiersdorf eine Waldorfschule eröffnet. Die Schule nutzt Gebäude der ehemaligen Callenberger Farm, die als herzogliche Musterfarm 1863 errichtet wurde. Beiersdorf hat einen dörflichen Siedlungscharakter. Seit den 1990er Jahren entstanden drei Neubaugebiete.
Am 30. April 2013 feierte der TSV Beiersdorf im Saal des Gasthofs zum Schwarzen Bären sein 100-jähriges Bestehen.

## Sehenswürdigkeiten
- Zur Fläche Beiersdorfs gehört die Callenberger Flur mit dem Schloss Callenberg, das 1122 erstmals urkundlich erwähnt wurde,  und dem zugehörigen Schlosspark, einem englischen Landschaftsgarten.

Siehe auch: Liste der Baudenkmäler in Coburg/Beiersdorf